# Megacyon merriami
Megacyon merriami, o cane di Merriam, era un canide preistorico vissuto nel Pleistocene inferiore/medio (circa 800 – 300.000 anni fa), i cui resti fossili sono stati ritrovati sull'isola di Giava.

## Descrizione
I resti fossili di questo canide sono piuttosto incompleti e non permettono una ricostruzione attendibile dell'aspetto generale. I fossili, tuttavia, consentono di avvicinare Megacyon ad alcuni canidi attuali ed estinti di grandi dimensioni, come il licaone e Xenocyon. Come quest'ultimo, Megacyon possedeva una dentatura forte e robusta. Rami mandibolari isolati indicano che la taglia di Megacyon potesse anche superare quella dell'attuale licaone. 

## Classificazione
Megacyon si sviluppò nell'isola di Giava nel corso del Pleistocene inferiore, probabilmente originandosi da forme come Xenocyon, un canide dall'ampia distribuzione geografica. Nel corso di migliaia di anni, Megacyon ridusse progressivamente la propria taglia a causa del fenomeno del nanismo insulare; la forma direttamente successiva, Mececyon trinilensis, era della taglia di una volpe. Un analogo fenomeno avvenne in Sardegna, con la linea evolutiva Xenocyon – Cynotherium.